# Yves Mény
Yves Mény (* 17. Mai 1943 in Goven) ist ein französischer Jurist, Politikwissenschaftler und Hochschullehrer.

## Leben und Wirken
Yves Meny studierte Rechtswissenschaft und Politikwissenschaft an der Universität Rennes 1 und legte dort seine Examina in beiden Fächern 1966, 1967 und 1969 ab. Seine Promotion im Fach Politikwissenschaft erfolgte 1973. Von 1968 bis 1979 lehrte er an dieser Universität, zunächst als Dozent ab 1974 als Professor, anschließend von 1979 bis 1984 am Europäischen Hochschulinstitut in Florenz. Es folgte eine Professur an der Universität Paris, die er 1993 ausübte. Bis zum Jahre 2001 war er Direktor des Robert Schuman Centre for Advanced Studies am Europäischen Hochschulinstitut. Präsident dieser Hochschule war Mény von 2002 bis 2009. Gastprofessuren führten ihn an Universitäten in den USA, Italien und Spanien.
Im Jahre 2010 wurde Mény zum Ritter der französischen Ehrenlegion ernannt.
In seinen Veröffentlichungen beschäftigt sich Mény vor allem mit Regionalisierung und Föderalismus, vergleichender Politikwissenschaft und der europäischen Integration.

## Veröffentlichungen (Auswahl)
- mit Max Auffret und Edmond Hervé: La déconcentration. Colin, Paris 1971.
- Centralisation et décentralisation dans le débat politique français (1945–1969). Pichon et Durand-Auzias, Paris 1974.
- (Hrsg.): Dix ans de regionalisation en Europe. Bilan et perspectives (1970–1980) [Belgique, Espagne, France, Grande-Bretagne, Italie]. Ed. Cujas, Paris 1982, ISBN 2-254-82052-4.
- (Hrsg.): La réforme des collectivités locales en Europe. Stratégies et résultats. Documentation Française, Paris 1984.
- (Hrsg.): Centre-periphery relations in Western Europe. Allen & Unwin, London 1985, ISBN 0-04-352112-6.
- (Hrsg.): The politics of steel. Western Europe and the steel industry in the crisis years (1974–1984). De Gruyter, Berlin 1987, ISBN 3-11-010517-9.
- La corruption de la république. Fayard, Paris 1992, ISBN 2-213-02932-6.
- mit Andrew Knapp: Government and politics in Western Europe. Britain, France, Italy, West Germany. 3. Auflage. Oxford University Press, Oxford 1998, ISBN 0-19-878222-5.
- (Hrsg.): Adjusting to Europe. The impact of the European Union on national institutions and policies. Routledge, London 1996, ISBN 0-415-14410-8.
- mit Donatella Della Porta (Hrsg.): Democracy and corruption in Europe. Pinter Découverte, London 1997, ISBN 1-85567-366-5.
- Le système politique français. 4. Auflage. Montchristien, Paris 1999, ISBN 2-7076-1090-9.
- mit Yves Surel: Par le peuple, pour le peuple. Le populisme et les démocraties. Fayard, Paris 2000, ISBN 2-213-60077-5.
- (Mithrsg.): Adjusting to Europe. The impact of the European Union on national institutions and policies. Routledge, London 2002, ISBN 0-415-14409-4.
- Interessengruppen in Frankreich. Von Pluralismus keine Spur. In: Adolf Kimmel (Hrsg.): Länderbericht Frankreich. Geschichte, Politik, Wirtschaft, Gesellschaft. 2. Auflage. (= Schriftenreihe / Bundeszentrale für Politische Bildung. Bd. 462). Bonn 2005, ISBN 3-89331-574-8, S. 286–301.
- mit Yves Surel: Politique comparée. Les démocraties Allemagne, États-Unis, France, Grande-Bretagne, Italie. 8. Auflage. Montchristien, Paris 2009, ISBN 978-2-7076-1525-1.
- (Hrsg.): Der Aufbau eines Parlaments. 50 Jahre Geschichte des Europäischen Parlaments 1958–2008. Amt für amtliche Veröffentlichungen der Europäischen Gemeinschaften, Luxemburg 2009, ISBN 978-92-823-2367-0.
- Republicanism. A transatlantic misunderstanding. In: Robert Elgie u. a. (Hrsg.): The Oxford handbook on French politics. Oxford University Press, Oxford 2016, ISBN 978-0-19-966969-1, S. 13–43.
- A tale of party primaries and outsider candidates. The 2017 French presidential election. In: French politics, Bd. 15, H. 3, 2017, S. 265–278.
- mit Jan Kermer: Imperfect democracies. The rise of popular protest and democratic dissent. Rowman & Littlefield, Lanham, Md. 2021, ISBN 978-1-78661-614-2.
- Sur la legitimité. Croyance, obéissance, résistance. Sciences Po, les presses, Paris 2021, ISBN 978-2-7246-3925-4.